# 科爾察史簡達堡足球會
科爾察史簡達堡足球會是一支阿爾巴尼亞的足球俱樂部，位於阿爾巴尼亞城市科爾察，成立於1926年。球隊目前參加阿爾巴尼亞足球超級聯賽的賽事。球隊共奪得8次頂級聯賽冠軍，其中包括2010–11賽季至2015–16賽季的六連冠。
2015年，球隊成爲首支進入歐洲冠軍聯賽附加賽階段的阿爾巴尼亞球隊。他們於附加賽負於萨格勒布迪纳摩，進入歐洲聯賽小組賽。這也使得他們成爲首支進入歐洲賽事小組賽的阿爾巴尼亞球隊。
2017年，球队因假球指控被欧足联判罚10年不得参加欧洲赛事，这一判罚在欧足联历史上是史无前例的。

## 球會榮譽
國内聯賽
- 阿爾巴尼亞足球超級聯賽

 冠軍： (8) 1933, 2010–11, 2011–12, 2012–13, 2013–14, 2014–15, 2015–16, 2017–18
 亞軍： (3) 1930, 1934, 1976–77
- 阿爾巴尼亞甲組足球聯賽

 冠軍： (4) 1975–76, 2004–05, 2006–07, 2022–23
 亞軍： (5) 1978–79, 1981–82, 1985–86, 1994–95, 2008–09
國内盃賽
- 阿爾巴尼亞盃

 冠軍： (1) 2017–18
 亞軍： (6) 1958, 1964–65, 1975–76, 2011–12, 2016–17, 2020–21
- 阿爾巴尼亞超級盃

 冠軍： (3) 2013, 2014, 2018
 亞軍： (4) 2011, 2012, 2015, 2016

## 外部連結
- UEFA.COM （页面存档备份，存于）